# Vanessa Wong
Vanessa Wong (* 10. Januar 1999) ist eine kanadische Tennisspielerin.

## Karriere
Wong begann mit sechs Jahren das Tennisspielen und bevorzugt Hartplätze. Sie spielt vor allem auf der ITF Women’s World Tennis Tour, wo sie bislang einen Titel im Doppel gewinnen konnte.
2015 gewann sie an der Seite ihrer Landsfrau Bianca Andreescu den Yucatán Cup.
2016 erhielt sie eine Wildcard für das Hauptfeld des mit 50.000 US-Dollar dotierten Challenger Banque Nationale de Saguenay, wo sie aber bereits ihr Erstrundenmatch klar mit 0:6 und 0:6 gegen Marie Bouzková verlor.

## College Tennis
Seit 2016 spielt Wong für das Damentennis-Team der Huskies der University of Washington.

## Turniersiege

### Doppel
| Nr. | Datum         | Turnier | Kategorie | Belag     | Partnerin   | Finalgegnerinnen                            | Ergebnis |
| --- | ------------- | ------- | --------- | --------- | ----------- | ------------------------------------------- | -------- |
| 1.  | 23. Juli 2022 | Cancun  | ITF W15   | Hartplatz | Hikaru Satō | Alicia Herrero Linana Melany Solange Krywoj | 6:2, 6:4 |